# (300185) 2006 WB62
(300185) 2006 WB62 es un asteroide perteneciente al cinturón de asteroides descubierto el 17 de noviembre de 2006 por el equipo del Catalina Sky Survey desde el Catalina Sky Survey, Arizona, Estados Unidos.

## Designación y nombre
Designado provisionalmente como 2006 WB62.

## Características orbitales
2006 WB62 está situado a una distancia media del Sol de 3,137 ua, pudiendo alejarse hasta 3,922 ua y acercarse hasta 2,352 ua. Su excentricidad es 0,250 y la inclinación orbital 16,94 grados. Emplea 2030,08 días en completar una órbita alrededor del Sol.

## Características físicas
La magnitud absoluta de 2006 WB62 es 16,2. 